# Chido Dzingirai
Chido "Chichie" Dzingirai ou Dringira (25 de outubro de 1991) é uma futebolista zimbabuense que atua como goleira. 

## Carreira
Chido Dzingirai fez parte do elenco da Seleção Zimbabuana de Futebol Feminino, nas Olimpíadas de 2016. 